# Ljubomir Katić
Ljubomir Katić (en serbio: Љубомир "Љуба" Катић) Veliki Bečkerek, Yugoslavia, 25 de abril de 1934-10 de marzo de 2025) fue un baloncestista y entrenador de baloncesto serbio que jugó en las posiciones de pívot y ala-pívot en Yugoslavia.

## Carrera

### Club
| Periodo   | Club                  |
| --------- | --------------------- |
| 1952      | KK Radnički Zrenjanin |
| 1953–1957 | KK Proleter Zrenjanin |
| 1958      | KK Crvena Zvezda      |
| 1959–1963 | KK Proleter Zrenjanin |
| 1964      | KK Split              |

### Selección nacional
Jugó en 29 ocasiones con Yugoslavia y participó en dos ediciones del Campeonato Europeo de Baloncesto Masculino en los años 1950.

### Entrenador
| Periodo   | Club                  |
| --------- | --------------------- |
| 1974      | KK Proleter Zrenjanin |
| 1975–1979 | KK Čelik              |

## Logros
- Liga Yugoslava de Baloncesto (1): 1956